# Kandersteg

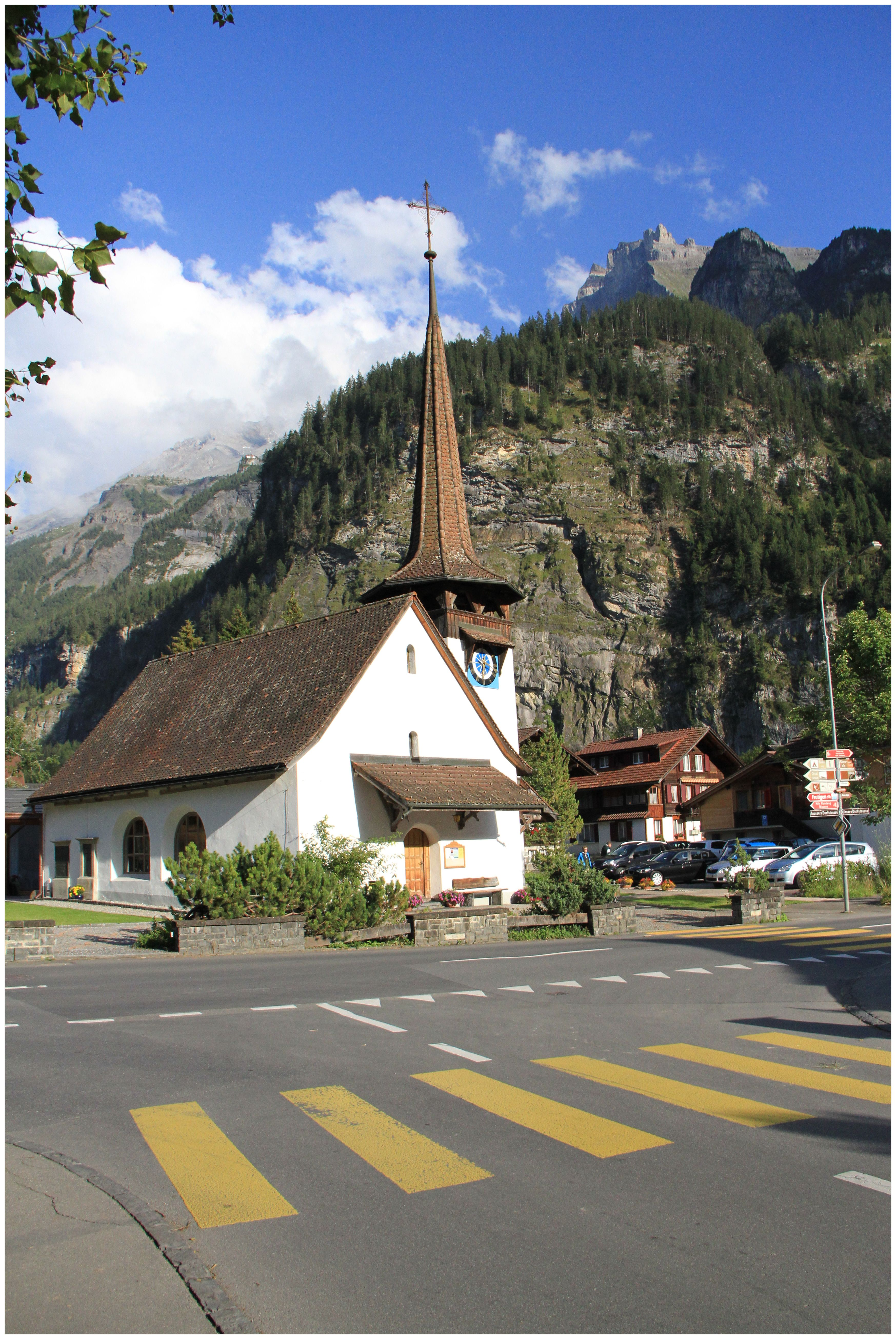
Hervormde Kerk(1910)

Kandersteg is een gemeente en plaats in het district Frutigen-Niedersimmental van het Zwitserse kanton Bern. De gemeente telt 1.271 inwoners.

## De naam Kandersteg
In het wapen van de gemeente wordt een adelaar (Frutigadler) en de “Steg” (brug) die over de Kander loopt getoond. Kander (de rivier) en Steg (de brug over de Kander) gecombineerd vormt de naam van de gemeente.
De beschrijving van de Kander vindt zijn oorsprong in het Keltische woord “candara” welk “wit’ betekent (in het Latijn: candidus), dit naar analogie van de wit schuimende waterval die zich vanuit het Gasterntal richting Kandersteg-dorp naar beneden stort.

## Economie
Toerisme vormt gedurende het ganse jaar een belangrijke vorm van inkomsten in Kandersteg.
De economische activiteiten zijn als volgt ingedeeld: land- en bosbouw (4,73%), bouwen en aanverwante activiteiten (20,98%), handel, toerisme en diensten (74%)

## Toerisme
Het toerisme spitst zich vooral toe op het verblijf met de ganse familie.
Kandersteg heeft 19 hotels met ongeveer 1000 bedden, 800 vakantiewoningen met 2000 bedden, een camping en 22 restaurants.
In de zomermaanden staan wandelwegen ter beschikking gaande van gemakkelijk begaanbare wandelpaden tot trektochten hoog in de bergen. Een gondellift en twee kabelbanen brengen de toeristen naar de hoger gelegen gebieden. Extra's zijn verschillende mountainbike- en Nordic walking-routes.
Het dorp zelf biedt onder andere een verwarmd openluchtzwembad, tennisterreinen, wellness, een ijshockeyhal en een klimwand.
Tijdens de wintermaanden kan er geskied worden in de omgeving van het Oeschinenmeer en op Sunnbühl. Voor langlaufers zijn er 100 km geprepareerde pisten.
De meest populaire plekjes zijn het Oeschinenmeer, Sunnbühl (Gemmipass), het Gasterntal (Kanderfirn en de Lötschenpass), Allmenalp, het Ueschinental, de Blausee (forellenkwekerij) en het dierpark Riegelsee.

## Werelderfgoed
Sinds 2007 maakt de Kanderfirn, gelegen op grondgebied van de gemeente Kandersteg deel uit van het UNESCO wereldnatuurerfgoed Jungfrau-Aletsch, als uitbreiding op het reeds sinds 2001 bestaande gebied rond de Jungfrau, Aletschhorn en Bietschhorn.

## Verkeer en vervoer
Kandersteg is vanuit Bern te bereiken over de A6. Nabij Spiez verlaat men de snelweg en bereikt men over een regionale weg Frutigen. Aan het einde van het dal ligt Kandersteg. Vanuit Kandersteg is het mogelijk om per autotrein door de Lötschbergtunnel, via Goppenstein, richting Wallis of Italië te reizen. De Bern Lötschberg Simplon Bahn (BLS) verzorgt het spoorvervoer richting Bern en Brig. Het dorp kent naast een lokale bus een busverbinding met Frutigen.
De goede bereikbaarheid van Kandersteg maakt dat deze plaats werd uitgekozen voor de bouw van de Regeringsbunker van Zwitserland, het Commandocentrum K20.

## Geschiedenis
De Gemmi- en de Lötschenpas maakten het al in de dagen van het Romeinse Rijk mogelijk om van Wallis naar het Berner Oberland te reizen.
Kandersteg wordt reeds in 1374 vermeld als overnachtingsplaats op de handelsroute (kruidenhandel) vanuit Italië komende via de Lötschenpas.
Kandersteg was een arme gemeenschap en vele inwoners verdienden hun brood door rijkere personen in draagstoelen over deze passen te dragen.
Het tolhuis in Schwarenbach getuigt van handelsverkeer via de Gemmipas.
Met de bouw van de allereerste dorpskerk werd in 1511 begonnen.
Een van de beroemdste huizen in Kandersteg is het rijk versierde Ruedi-Haus, in 1753 gebouwd.
Kandersteg behoorde tot 1850 tot de gemeente Frutigen en vormde daarna met Kandergrund de gemeente Kandergrund. In 1908 werd Kandersteg een zelfstandige gemeente.
De bouw van Lötschbergtunnel (van 1906 tot 1913) verschafte een belangrijke noord-zuidverbinding en vormde de basis voor de nu nog veel gebruikte Autoverlad van de Lötschbergspoorweg. De aansluiting op het Zwitserse spoorwegennet bevorderde het toerisme en vele van de huidige hotels en pensions werden in die periode gebouwd. Voor de Eerste Wereldoorlog beschikte Kandersteg reeds over 30 hotels en pensions met zo'n 1300 bedden.
In 1923 richt het WOSM (World Organization of the Scout Movement) in Kandersteg een van de eerste permanente ontmoetingsplaatsen voor scouts op. Tegenwoordig is het scoutscentrum jaarlijks de ontmoetingsplaats voor ongeveer 10.000 scouts. Deze plek heet het Kandersteg International Scout Centre.
In 1991 vonden ook de theravada-boeddhisten een onderkomen in Kandersteg met de bouw van hun klooster Dhammapala.